# Leieslagmonument Kuurne

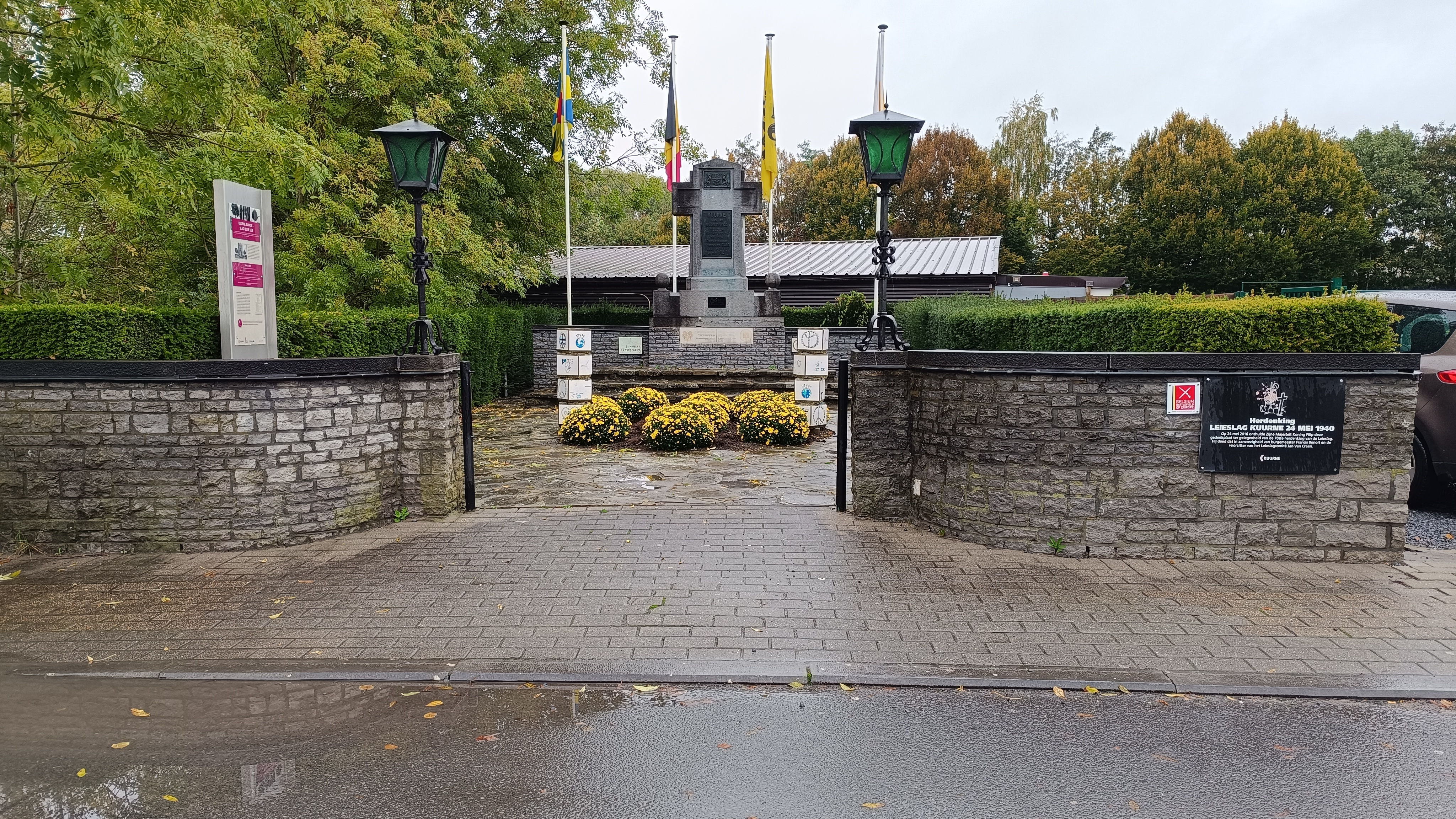
Leieslagmonument

Het Leieslagmonument dat vlak bij het jaagpad ter hoogte van site Verschaeve ligt, herinnert aan de plek waar op 24 mei 1940 de Slag bij de Leie werd bevochten. Dit monument werd opgericht in 1947 ter herinnering aan de Kuurnse Leieslag en aan luitenant-generaal Gérard.
Gedenkteken voor de helden van de Leieslag mei 1940, gesigneerd "D'HEYGHERE, KUURNE"
Op 24 en 25 mei 1940 werd, tijdens de Tweede Wereldoorlog, de bijzonderste veldslag geleverd van de hele Achttiendaagse Veldtocht tegen de Duitse troepen, die op 10 mei 1940 België waren binnengevallen. Aan de Leie werd hun opmars na enkele dagen tot staan gebracht. Op het Kuurnse grondgebied vonden Duitse troepen hier het 12e Linie-regiment, aangevuld met militairen van het regiment "Grenswachters-cyclisten", voor zich. De balans van de beschieting die daarop volgde, was verschrikkelijk: 94 huizen volledig vernield, 125 zwaar beschadigd en onbewoonbaar en 200 licht beschadigd. 62 fabrieken werden volledig vernield of zwaar beschadigd.
Tijdens deze twee oorlogsdagen sneuvelden op Kuurns grondgebied 106 Belgische militairen, 1 Engelse en (officieel) 45 Duitse militairen die als gesneuveld op het Kuurnse gemeentebestuur werden aangegeven. Van deze laatste waren er intussen al heel veel afgevoerd.
Op dinsdag 24 mei 2016 bracht Koning Filip een bezoek aan de gemeente Kuurne en woonde hij de 70ste herdenkingsplechtigheid van het Leieslagcomité bij aan het Leiemonument. Het was het eerste officieel bezoek van een Koning aan de gemeente. Naast de talrijke aanwezigen aan het gemeentehuis en de Leie, volgden ook een 900-tal Kuurnenaren het koninklijk bezoek via livestreaming.
In 2023 werd het Leieslagmonument officieel erkend als Belgium Battlefield of Europe.